# Rock & Roll Time
Albums de Jerry Lee Lewis
Mean Old Man
(2010)
Rock & Roll Time est un album de Jerry Lee Lewis, sorti le 28 octobre 2014.

## Liste des chansons
1. Rock & Roll Time (Kris Kristofferson/ James McGuinn / Bob Neuwirth (en)) (3:02)
2. Little Queenie (Chuck Berry) (2:47)
3. Stepchild (Bob Dylan) (3:24)
4. Sick and Tired (Dave Bartholomew / Christopher Kenner) (1:53)
5. Bright Lights, Big City (Jimmy Reed) (2:47)
6. Folsom Prison Blues (Johnny Cash) (3:53)
7. Keep Me in Mind (Mack Vickery (en)) (3:03)
8. Mississippi Kid (Robert Burns / Al Kooper / Ronald W. Vanzant) (3:16)
9. Blues Like Midnight (Jimmie Rodgers) (2:48)
10. Here Comes That Rainbow Again (Kris Kristofferson) (2:06)
11. Promised Land (Chuck Berry) (2:55)